# Theodor Rosenørn-Teilmann
Christian Peder Theodor Rosenørn-Teilmann, född den 17 september 1817 i Ringkøbing, död den 10 januari 1879 nära Sakskøbing, var en dansk statsman.
Rosenørn-Teilmann var 1853–1859 herredsfoged och blev 1861 ägare av stamhuset Nørholm, i vars skötsel han visade både skicklighet och liberalitet mot bönderna. Han var 1859–1866 landstingsman, 1866–1868 först ecklesiastik- och sedan justitieminister samt efter sin avgång som minister kungavald medlem av landstinget.

## Utmärkelser
- Riddare av Dannebrogorden,  1865[2]
- Kommendör av första graden av Dannebrogorden,  1866[2]
- Dannebrogsmännens hederstecken,  1868[2]

[Redigera Wikidata]